# II Premis Feroz
La 2a cerimònia de lliurament dels Premis Feroz, coneguts com a Premis Feroz 2015, va tenir lloc al Gran Teatro Ruedo Las Ventas de Madrid el 25 de gener de 2015. La presentadora va ser l'actriu Bárbara Santa-Cruz i van ser retransmesos a través del canal de televisió Canal+.

## Nominats i guanyadors

### Cinema
| Millor pel·lícula dramàtica | Millor comèdia |
| --- | --- |
| - La isla mínima ‡ - 10.000 km - Hermosa juventud - Loreak - Magical Girl | - Carmina y amén - Justi & Cia - La vida inesperada - Mortadel·lo i Filemó contra en Jimmy el Catxondo - Ocho apellidos vascos |
| Millor direcció | Millor guió |
| - Alberto Rodríguez per La isla mínima ‡ - Jon Garaño i Jose Mari Goenaga per Loreak - Paco León per Carmina y amén - Carlos Marqués-Marcet per 10.000 km ≠ - Carlos Vermut per Magical Girl                           | - Carlos Vermut per Magical Girl - Jose Mari Goenaga, Aitor Arregi i Jon Garaño per Loreak - Carlos Marqués-Marcet i Clara Roquet por 10.000 km - Alberto Rodríguez i Rafael Cobos per La isla mínima ‡ - Jaime Rosales i Enric Rufas per Hermosa juventud |
| Millor actor protagonista | Millor actriu protagonista |
| - Javier Gutiérrez per La isla mínima ‡ - Raúl Arévalo per La isla mínima - Luis Bermejo per Magical Girl - Javier Cámara per La vida inesperada - David Verdaguer per 10.000 km                                       | - Bárbara Lennie per Magical Girl ‡ - Elena Anaya per Todos están muertos - Carmina Barrios per Carmina y amén - Ingrid García-Jonsson por Hermosa juventud - Natalia Tena per 10.000 km                                                                   |
| Millor actor de repartiment | Millor actriu de repartiment |
| - José Sacristán per Magical Girl - Jesús Carroza per El Niño - Karra Elejalde per Ocho apellidos vascos ‡ - Eduard Fernández per El Niño - Antonio de la Torre per La isla mínima                                     | - Itziar Aizpuru per Loreak - Nerea Barros per La isla mínima ≠ - María León per Carmina y amén - Carmen Machi per Ocho apellidos vascos ‡ - Yolanda Ramos per Carmina y amén                                                                              |
| Millor música original | Millor tràiler |
| - Julio de la Rosa per La isla mínima ‡ - Rafael Arnau per Mortadel·lo i Filemó contra en Jimmy el Catxondo - Roque Baños per El Niño - Pascal Gaigne per Loreak - Lucio Godoy i Federico Jusid per La vida inesperada | - Tràiler de La isla mínima - Tràiler de 10.000 km - Tràiler de Carmina y amén - Tràiler de Magical Girl - Tràiler de Ocho apellidos vascos |
| Millor cartell | |
| - Cartell 1 de Magical Girl - Cartell de A escondidas - Sèrie #creoencarmina de Carmina y amén - Cartell de La isla mínima - Cartell de Loreak                                                                         | |

- ‡ Guanyador del Premi Goya en la mateixa categoria.[nota 1][nota 2][nota 3]
- ≠ Guanyador del Premi Goya en la categoria novella o revelació.

### Premi Feroz d'Honor
- Carlos Saura

### Premi Especial
- Costa da Morte de Lois Patiño

## Pel·lícules amb múltiples nominacions i premis
| Pel·lícula                                   | Nominacions |
| -------------------------------------------- | ----------- |
| La isla mínima                               | 10          |
| Carmina y amén                               | 7           |
| Loreak                                       | 7           |
| Magical Girl                                 | 7           |
| 10.000 km                                    | 6           |
| Ocho apellidos vascos                        | 4           |
| El niño                                      | 3           |
| Hermosa juventud                             | 3           |
| La vida inesperada                           | 3           |
| Mortadelo y Filemón contra Jimmy el Cachondo | 2           |

| Pel·lícula     | Premis |
| -------------- | ------ |
| La isla mínima | 5      |
| Magical Girl   | 4      |